# Maesopsis
Maesopsis es un género con dos especies de plantas de la familia Rhamnaceae.  Se encuentra en África. Es el único miembro de la tribu Maesopsideae.

## Especies
- Maesopsis berchemioides (Pierre) A. Chev.
- Maesopsis eminii Engl.
- Maesopsis stuhlmannii Engl.
- Maesopsis tessmannii Engl.

## Taxonomía
Maesopsis fue descrito por Adolf Engler y publicado en Pflanzenwelt Ost-Afrikas C: 255, en el año 1895. La especie tipo es: Maesopsis eminii Engl.  